# Ave Maris Stella
Ave Maris Stella (łac. Witaj, Gwiazdo Morza) − łacińska antyfona maryjna z VIII w., również tradycyjny hymn Akadian.

## Charakterystyka
Była popularna już w średniowieczu, o czym świadczą liczne kompozycje z tego okresu. Za autora tekstu uważani byli: Bernard z Clairvaux (XII w.), Wenancjusz Fortunat (VI w.) czy Herman z Reichenau (XI w.). Najstarszy manuskrypt, zawierający tekst antyfony, znajduje się w opactwie w St. Gallen i pochodzi z IX wieku.
W hymnie Matka Boża nazwana zostaje Gwiazdą Morza. Jest to nawiązanie do fragmentu Pierwszej Księgi Królewskiej. Odnosząc się do tego tekstu, tytułu używali już: Hieronim ze Strydonu (Liber de nominibus hebraicis), Izydor z Sewilli, Alkuin, Paschasius Radbertus, Raban Maur. Tytuł jest rozumiany jako synonim Gwiazdy Polarnej, niemal niezmieniającej położenia w ciągu nocy. Gwiazda ta jest symbolem Maryi, wskazującej drogę wędrowcom lub grzesznikom.
Hymn był przez wieki wykonywany na melodie gregoriańskie. Muzykę do hymnu napisali m.in.: Felice Anerio, Giovanni Pierluigi da Palestrina, Guillaume Dufay, William Byrd, Pietro Gnocchi, Claudio Monteverdi, Girolamo Frescobaldi, Antonio Vivaldi, Jean Titelouze, Marcel Dupré, Tomás Luis de Victoria, Antonín Dvořák, Edvard Hagerup Grieg, Ferenc Liszt, Josquin des Prés, Josef Rheinberger, Nino Rota, Peter Maxwell Davies, Antonio de Cabezón.
Współcześnie, w katolickiej Liturgii godzin, jest to hymn II nieszporów, w tekstach wspólnych o Najświętszej Maryi Pannie.
Najstarsze polskie tłumaczenie, Zdrowaś, gwiazdo morska, pochodzi z XV w.

## Tekst
| Tekst łaciński | Tłumaczenie polskie |
| --- | --- |
| 1. Ave, maris stella, Dei Mater alma, Atque semper Virgo Felix coeli porta. 2. Sumens illud Ave Gabriélis ore, Funda nos in pace, Mutans Hevae nomen. 3. Solve vincla reis, Profer lumen caecis, Mala nostra pelle, Bona cuncta posce, 4. Monstra te esse Matrem, Sumat per te preces, Qui pro nobis natus, Tulit esse tuus, 5. Virgo singuláris, Inter omnes mitis, Nos culpis solútos, Mites fac et castos. 6. Vitam praesta puram Iter para tutum, Ut vidéntes Jesum, Semper collaetémur. 7. Sit laus Deo Patri, Summo Christo decus Spiritui Sancto, Tribus honor unus. Amen. | 1. Witaj, Gwiazdo morza, Wielka Matko Boga, Panno zawsze czysta, Bramo niebios błoga. 2. Ty, coś Gabriela Słowem przywitana, Utwierdź nas w pokoju, Odmień Ewy miano. 3. Winnych wyzwól z więzów, Ślepym powróć blaski. Oddal nasze nędze, Uproś wszelkie łaski. 4. Okaż, żeś jest Matką, Wzrusz modłami swymi Tego, co Twym Synem Zechciał być na ziemi. 5. O Dziewico sławna I pokory wzorze, Wyzwolonym z winy Daj nam żyć w pokorze. 6. Daj wieść życie czyste, Drogę ściel bezpieczną, Widzieć daj Jezusa, Mieć w Nim radość wieczną. 7. Bogu Ojcu chwała, Chrystusowi pienie, Obu z Duchem Świętym Jedno uwielbienie. Amen. |

## Galeria

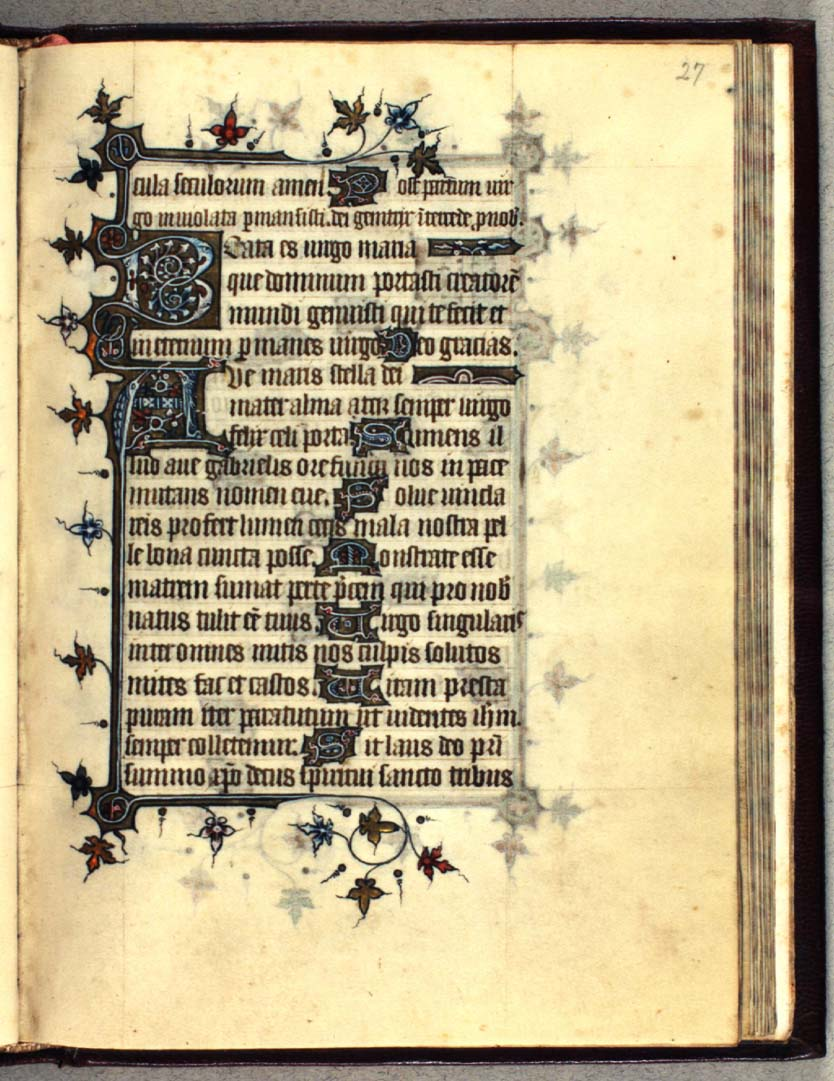
Tekst antyfony w XIV-wiecznym śpiewniku z Kopenhagi
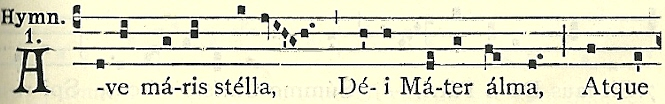
Początek antyfony z zapisem neumatycznym